# Calotelea ruficollis
Calotelea ruficollis är en stekelart som först beskrevs av Szelényi 1941.  Calotelea ruficollis ingår i släktet Calotelea och familjen Scelionidae. Inga underarter finns listade.